# Laboratorio Lincoln
El Laboratorio Lincoln es un centro de desarrollo e investigación federal gestionado por la universidad privada Instituto Tecnológico de Massachusetts en Cambridge, y financiado principalmente por el Departamento de Defensa de los Estados Unidos, con financiamiento sobre la base de fondos federales para la aplicación de tecnología avanzada a problemas de seguridad nacional. Las actividades de investigación y desarrollo se centran en el desarrollo de tecnología a largo plazo, así como en la creación rápida de prototipos y demostraciones de sistemas. Sus competencias básicas son sensores, detección integrada, procesamiento de señales para la extracción de información, apoyo a la toma de decisiones y comunicaciones. Estos esfuerzos están alineados dentro de diez áreas de misión. El laboratorio también mantiene varios sitios de campo en todo el mundo.
El laboratorio transfiere gran parte de su tecnología avanzada a agencias gubernamentales, la industria y la academia, y ha lanzado más de 100 nuevas empresas.
Es uno de los lugares considerados “sensibles” teniendo sus imágenes por satélite censuradas en Google Maps.

## Historia
En el verano de 1950, el Instituto de Tecnología de Massachusetts llevó a cabo un estudio, denominado Proyecto de Charles, para explorar la viabilidad de establecer un importante laboratorio centrado en defensa aérea, motivado por el informe del comité de ingenieros de sistemas de la defensa aérea donde concluían que los EE. UU. no estaban preparados ante un ataque aéreo. Ante este hecho, la fuerza aérea consideró que el Instituto de Tecnología podría proporcionar la investigación necesaria para desarrollar una defensa aérea que podría detectar, identificar y finalmente interceptar las amenazas aéreas. El estudio recomendó el establecimiento de un laboratorio, llamado Proyecto Lincoln, el cual sería dirigido por el Instituto de Tecnología de Massachusetts para el ejército, la Armada y la Fuerza Aérea. El nombre de "Proyecto de Lincoln" fue elegido debido a que el laboratorio se encuentra cerca de las ciudades de Bedford, Lexington, y Lincoln y los nombres "Proyecto Lexington" y "Proyecto de Bedford" ya existían en el Departamento de Defensa.
Una vez establecido el laboratorio, dos retos cruciales se le plantearon al sistema de defensa: En primer lugar, la transmitir información desde un gran número de radares a una computadora central capaz de guardar los datos; y en segundo lugar, analizar los datos en tiempo real con el fin de responder eficazmente a los objetos identificados. Basándose en la tecnología digital Whirlwind del Instituto de Tecnología de Massachusetts, inicialmente el Laboratorio Lincoln abordó el diseño y desarrollo de prototipos de una red de tierra a base de radares y aeronaves de los centros de control de la defensa aérea. Gracias a esto, se dieron importantes avances técnicos dando lugar al primer procesamiento computacional en tiempo real de tratamiento de datos de radar y al desarrollo de núcleos magnéticos de almacenamiento que aumenta la fiabilidad del sistema.
El Laboratorio Lincoln fue la madre de una revolución en la informática moderna en 1956, la computadora TX-0. El TX-0 nació en el Laboratorio Lincoln, creado como un desarrollo militar y enviado al campus del Instituto de Tecnología de Massachusetts como préstamo a largo plazo. Este préstamo fue incalculable en términos de su valor hacia el equipo de programación como para Peter Samson, científico computacional pionero en la creación de software y Jack Dennis, ingeniero eléctrico, que utilizaron la computadora para dar saltos gigantes en los programas de desarrollo. Este préstamo para el instituto es probablemente el de más valor que nunca podría haber llegado de una institución militar.
En los primeros años, el desarrollo más importante que salió del Laboratorio Lincoln fue SAGE (Semi-Automatic Ground Environment), una red nacional de radares y armas antiaéreas vinculadas a computadoras digitales diseñada por el profesor George E. Valley, y el DEW Line (Distant Early Warning Line), un sistema de radares de vigilancia colocados a lo largo del círculo polar ártico de Estados Unidos. En los 80, el laboratorio exploró como compensar los efectos de la turbulencia atmosférica mediante el uso de óptica adaptativa y desarrollar un sistema de radares por láser.
El laboratorio tiene un largo historial con las computadoras y sistemas informáticos. Lincoln fue el primero en desarrollar un computador en tiempo real que se utilizó para procesar los datos de un radar. Para hacer estos sistemas más fiables, el laboratorio desarrolló un núcleo magnético de almacenamiento. Algunos de los primeros gráficos por computadora y la interfaz de usuario de la investigación se llevó a cabo en el laboratorio. La investigación en "paquetes de voz", (actualmente VoIP) realizada en colaboración con otros investigadores, condujo a la creación del UDP (User Datagram Protocol, protocolo del nivel de transporte basado en el intercambio de datagramas). Más recientemente, bajo el patrocinio de DARPA (Defense Advanced Research Projects Agency, Agencia de Investigación de Proyectos Avanzados de Defensa), Lincoln llevó a cabo una de las más grandes evaluaciones de sistemas de detección de intrusos.
El Laboratorio Lincoln estableció rápidamente una reputación pionera en electrónica avanzada en los sistemas de defensa aérea. Muchos de los avances técnicos (mejora de sistemas de suspensión en el aire, detección y el seguimiento de aeronaves y vehículos terrestres... ) han constituido la base para la investigación actual.
El laboratorio también ha hecho contribuciones significativas en los principios de desarrollo de gráficos modernos por computadora, la teoría de procesamiento de señales digitales y el diseño y construcción en procesamiento de señales digitales de alta velocidad en las computadoras. El tratamiento de la señal sigue siendo un elemento clave de muchos programas de laboratorio, incluidos los fines especiales de alto rendimiento de los procesadores. 
Fue en el laboratorio Lincoln donde Larry Robert diseño la conmutación de paquetes de la red ARPAnet.	
La relación del Instituto de Tecnología de Massachusetts con el Laboratorio Lincoln ha sido objetivo de intensas críticas en varias ocasiones.

## Investigación
Los gastos en investigación anuales del laboratorio en el 2006 fueron $ 625,3 millones, (superando a los del Instituto de Tecnología de Massachusetts). La investigación del laboratorio está en gran parte clasificada como defensa nacional, pero también contribuye a las comunicaciones en todo el mundo civil y el control del tráfico aéreo. 
Una característica de la relación entre el Laboratorio Lincoln y el Instituto de Tecnología de Massachusetts es que la propiedad intelectual generada en el Lincoln es propiedad del Instituto de Tecnología de Massachusetts y gestionado por la Oficina de Licencias de Tecnología (TLO). Esto afecta a la industria o la práctica comercial de las aplicaciones de la investigación y el desarrollo en el Laboratorio Lincoln y el proceso de creación de empresas secundarias.

## Dirección
- F. Wheeler Loomis, 26 de julio de 1951 – 9 de julio de 1952
- Albert G. Hill, 9 de julio de 1952 – 5 de mayo de 1955
- Marshall G. Holloway, 5 de mayo de 1955 – 1 de febrero de 1957
- Carl F.J. Overhage, 1 de febrero de 1957 – 1 de febrero de 1964
- William H. Radford, 1 de febrero de 1964 – 9 de mayo de 1966
- C. Robert Wieser, director interino, 10 de mayo de 1966 – 1 de enero de 1967
- Milton U. Clauser, 1 de enero de 1967 – 1 de junio de 1970
- Gerald P. Dinneen, 1 de junio de 1970 – 1 de abril de 1977
- Walter E. Morrow Jr., 1 de abril de 1977 – 30 de junio de 1998
- David L. Briggs, 1 de julio de 1998 – 30 de junio de 2006
- Eric D. Evans, 1 de julio de 2006 – presente